# Гурський Олександр Григорович
Олександр Григорович Гурський (6 липня 1970, Прилуцьке) — волинський політик, колишній голова Ківерцівської та Луцької районних рад Волинської області.

## Біографія
Олександр Гурський народився в селі Прилуцьке тогочасного Ківерцівського району. За словами самого Гурського, він має середню спеціальну лісотехнічну освіту, навчався в Київській сільськогосподарській академії, та має вищу юридичну освіту. З 1992 року Олександр Гурський займався підприємницькою діяльністю. У 2005 році Гурський закінчив Волинський державний університет. У 2010 році він уперше обирається депутатом Ківерцівської районної ради від партії Фронт Змін. У грудні 2018 року Олександр Гурський був дообраний депутатом Ківерцівської районної ради вже від партії УКРОП, та 29 грудня обраний головою районної ради замість Василя Хмілевського, який склав депутатський мандат. Після ліквідації Ківерцівського району Олександр Гурський працював старостою Прилуцького старостинського округу Луцької міської громади та був депутатом Луцької районної ради вже від партії За майбутнє.
Після несподіваної відставки голови Луцької районної ради Олександра Омельчука та виїзду його за кордон, на позачерговій сесії районної ради Олександр Гурський обраний головою районної ради 13 червня 2023 року. Проте, у березні 2024 року рішення про обрання Олександра Гурського головою Луцької районної ради було скасоване судом внаслідок порушення норм регламенту ради при обранні Гурського головою.  9 травня 2024 року Гурський також склав повноваження депутата Луцької районної ради.